# Erysiphe necator

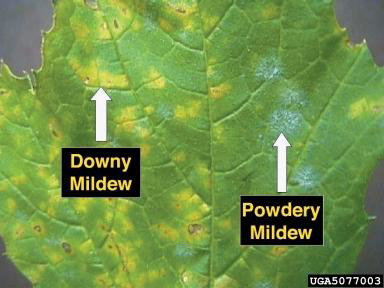
Jämförelse mellan Mildiou (Grapewine Downy Mildew / Vinbladmögel) och Oidium (Powdery Mildew / Vinmjöldagg) på vinblad.

Oidium (vinmjöldagg) eller Erysiphe necator (också Uncinula necator i bland annat Storbritannien) är en svampart som beskrevs första gången 1834 av Schwein, men den identifierades som ett problem på vinplantor av en trädgårdsmästare vid namn William Tucker i Margate, Kent, i England 1845. Han publicerade sin upptäckt 1847 i tidskriften "Gardeners Journal". Sedan spred sig svampen till Frankrike 1846 och ställde till med stor skada bland vinrankorna hos en annan trädgårdsmästare som var verksam i orangeriet vid Versailles.    
Tucker hade observerat att det som angrep vinrankorna liknade det mögel han hade på sina persikor. Han sprayade vinet med samma svavel han använde till persikorna och det hade effekt. Det dröjde dock några år innan kunskapen spred sig, men när årsskörden i Frankrike 1854 blev den sämsta i mannaminne, p.g.a. denna växtpest, spred sig idén med svavel och blev snabbt känd i hela Europa.    
Vinmjöldagg har sitt ursprung i Nordamerika.   
Oidium är namnet som ofta används i dagligt tal och i facklitteratur. Svampen är ett stort problem i vinodligar och inom trädgårdsnäringen. Svampsjukdomen drabbar främst vinodlingar, men också odling av gurkväxter (Cucurbitaceae) och ärtväxter  (Fabaceae). Nu är sjukdomen Oidium, Erysiphe necator, botaniskt och vetenskapligt, ingen äkta Oidium. Men namnet har fastnat. Äkta Oidium är en annan stor grupp svampar som angriper alla möjliga växter. En period bar denna växtpest namnet Pseudoidium (falsk oidium).
Vinmjödagg är en av få svampsjukdomar som kan vara värre torra somrar än under regniga. Svampen gillar skugga, men inte regn, det får gärna vara vindstilla, hög luftfuktighet och en temperatur mellan 20 och 27 grader. Vid angrepp växer vinplantan långsammare, bladen torkar ut och druvorna ser dammiga ut.
Sjukdomen kan spridas med vinden och vad odlaren måste göra är att spraya förebyggande. När man väl ser angreppet, lite mjöliga vita fläckar på bladen, är det för sent. Svavel är inte klassat som bekämpningsmedel och det är billigt. Men svavel ger en del negativa konsekvenser eftersom vissa nyttiga insekter trivs sämre. Har man kunskap om förutsättningarna för att det skall komma ett utbrott kan Oidium på vin bekämpas framgångsrikt. En annan åtgärd är att odla sorter som är mer motståndskraftiga.
Oidium är det franska ordet, på engelska säger de "Powdery Mildew" och på svenska brukar vi säga mjöldagg, men det är slarvigt. Erysiphales, mjöldagg, är en stor grupp svampar som alla har sina speciella värdväxter och många är ett jätteproblem. Flera är dessutom resistenta mot bekämpningsmedel (fungicider). 
Erysiphe necator ingår i släktet Erysiphe och familjen Erysiphaceae. Inga underarter finns listade i Catalogue of Life. I den svenska databasen Dyntaxa används istället namnet Uncinula necator för samma taxon.  Arten är reproducerande i Sverige.

## Bilder

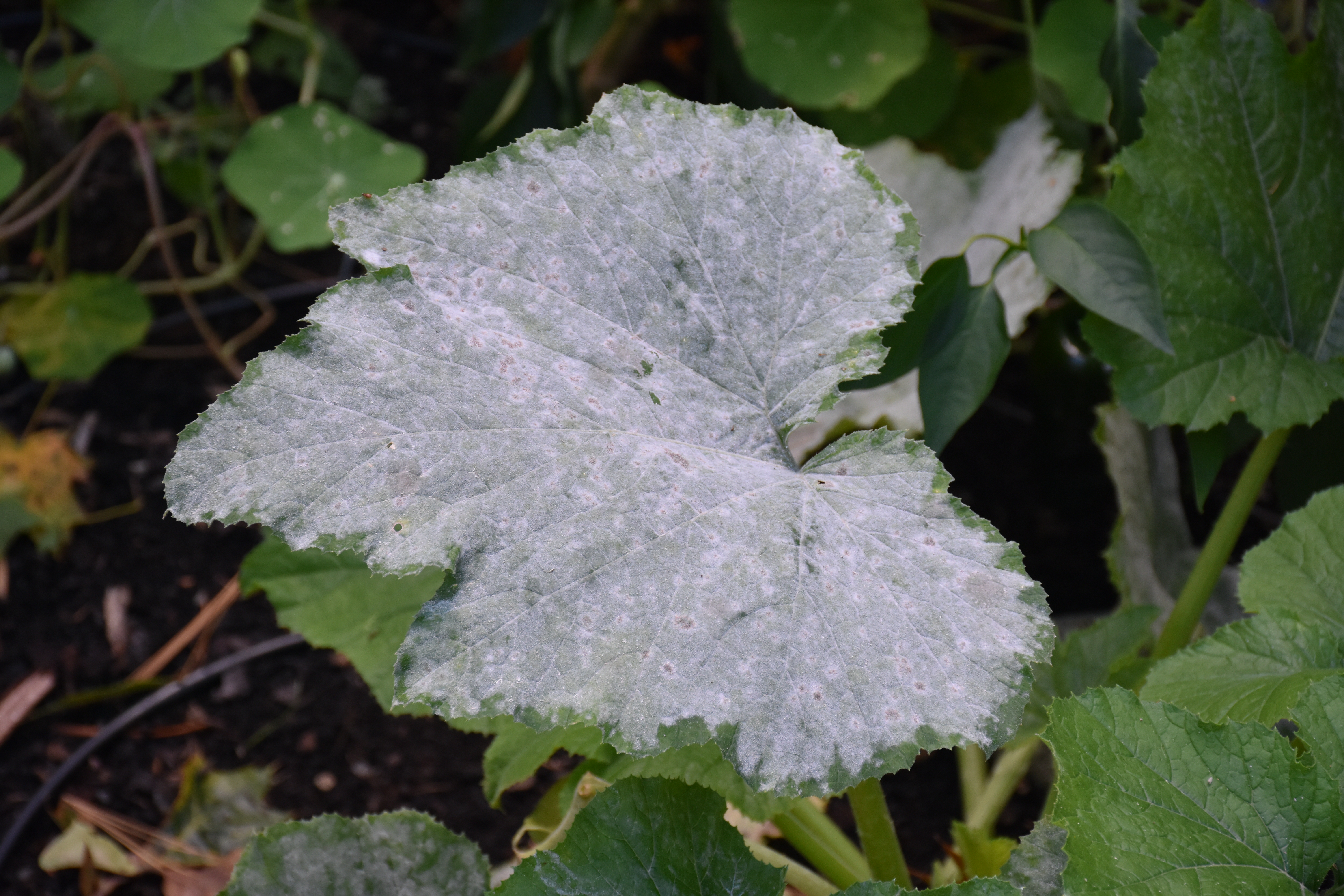
Angrepp på gurkväxt.
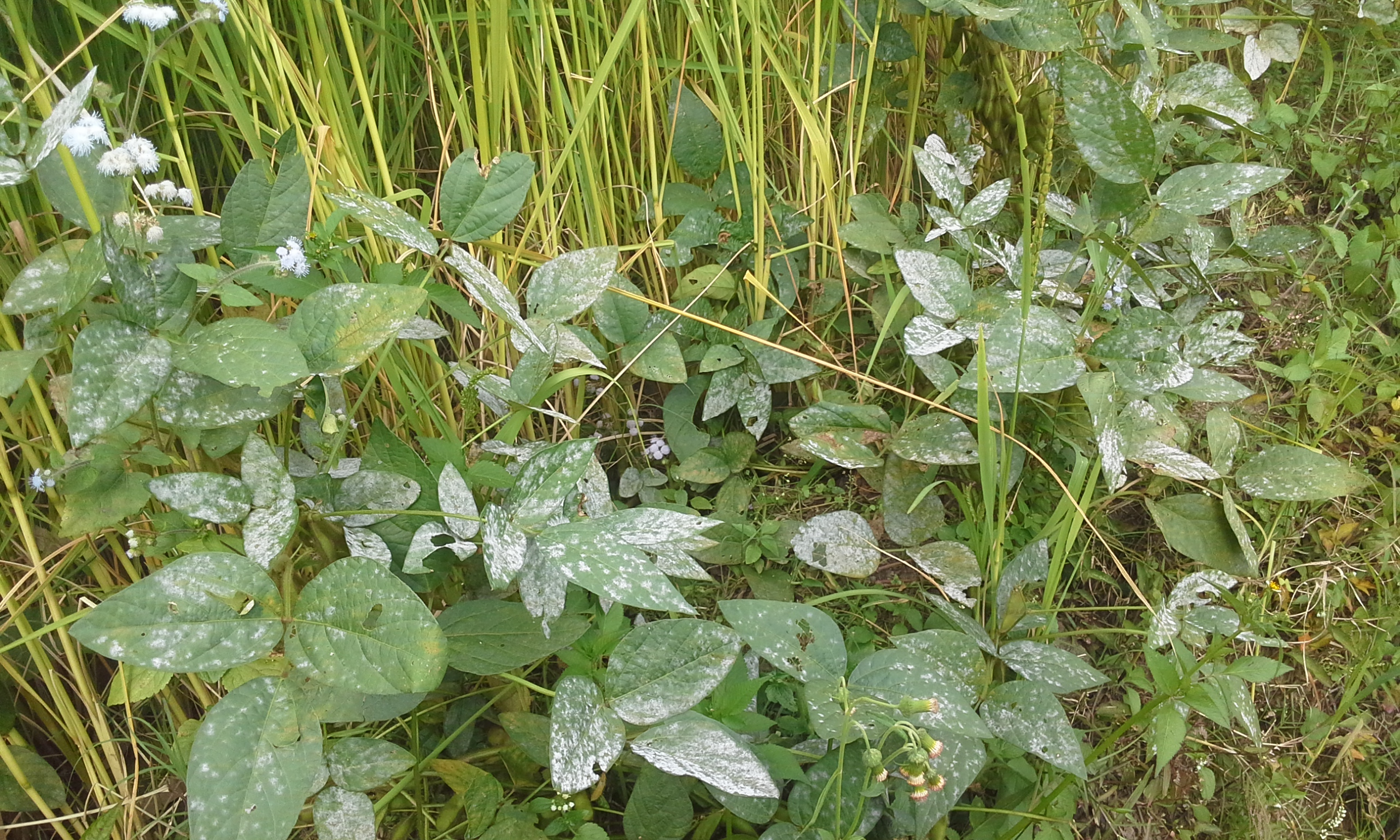
Oidium på sojabönor (ärtväxt).
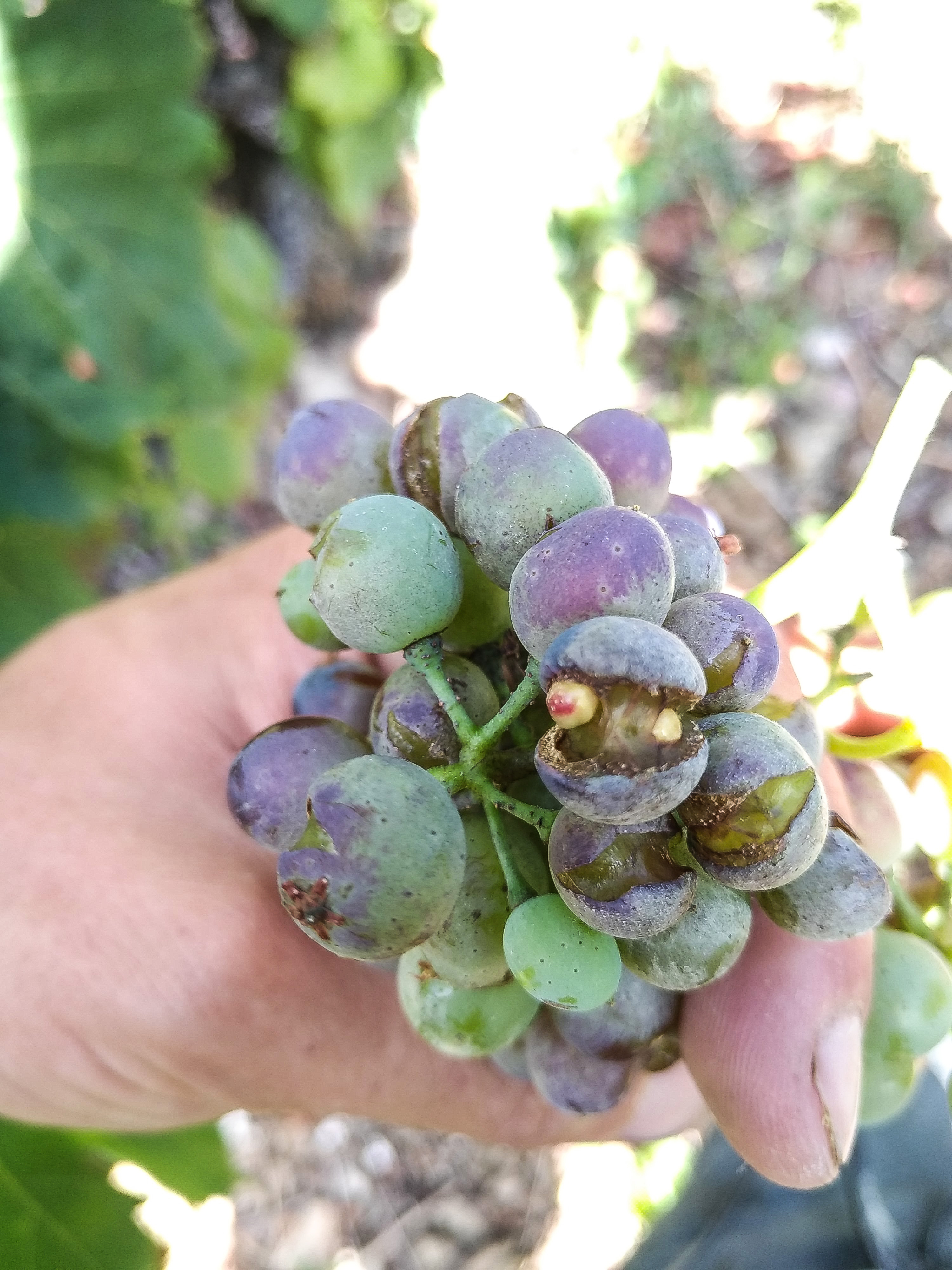
Skadade druvor.
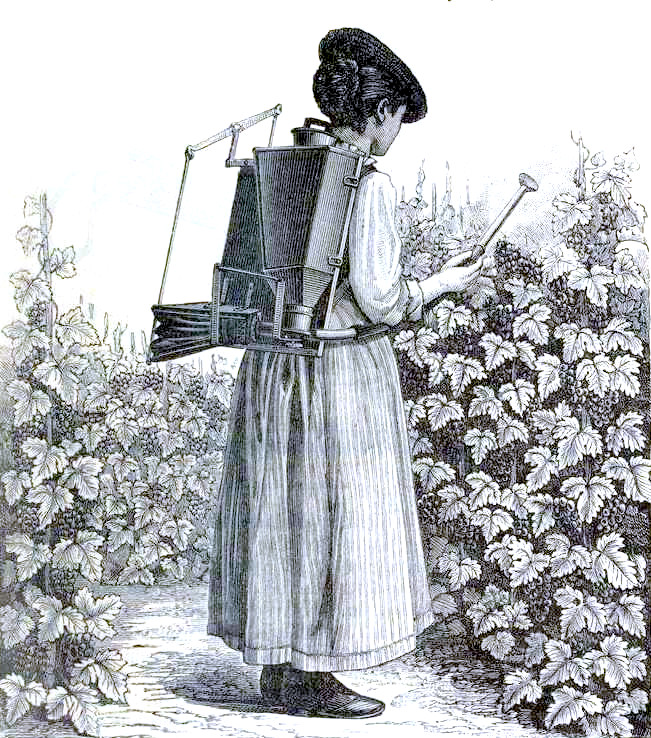
Dam som sprutar svavel eller Bordeauxvätska i vinodlingen, Frankrike 1888.
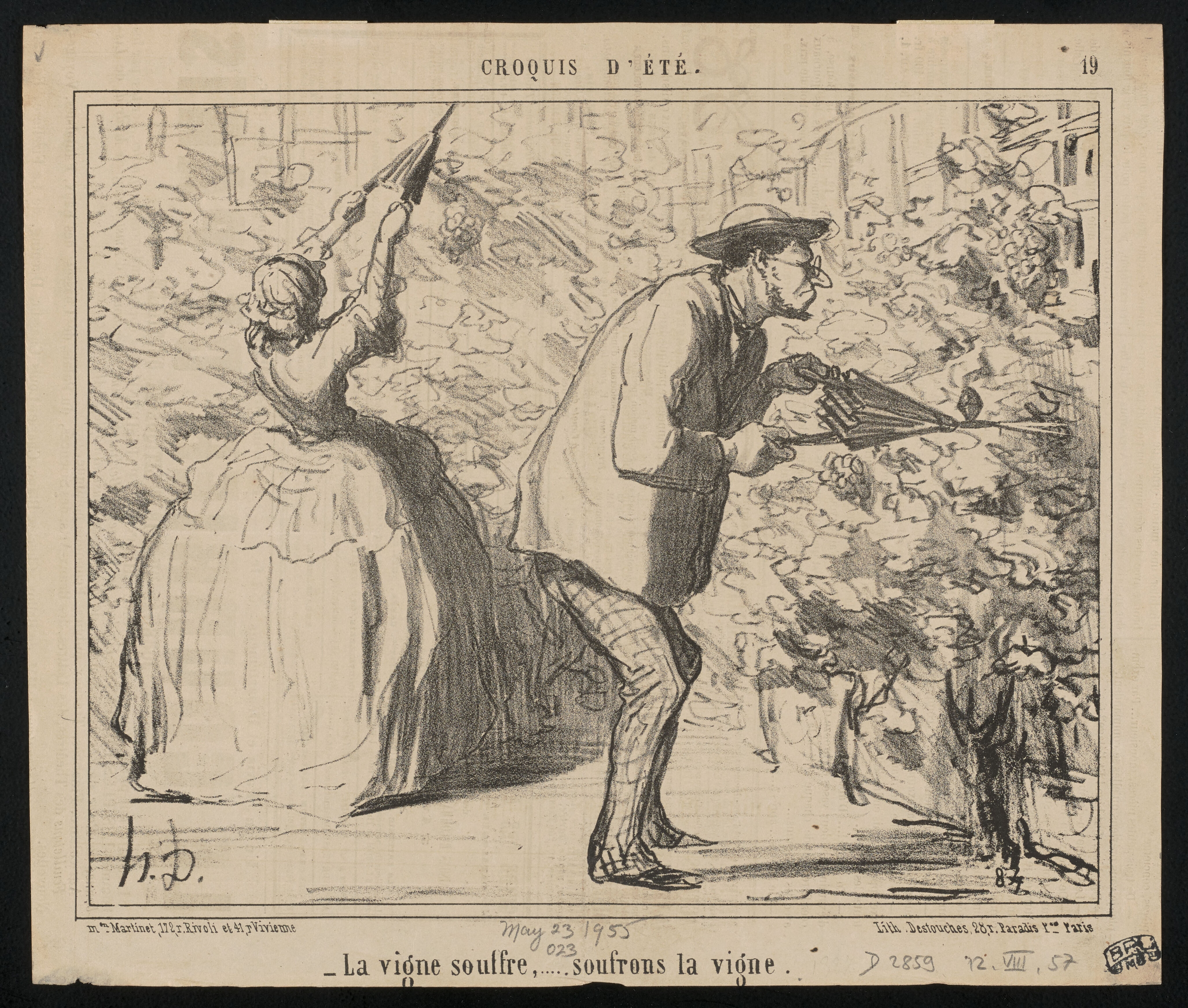
Svavel i vingården 1857.